# Singapurische Badmintonmeisterschaft 2019/20
Die Singapurische Badmintonmeisterschaft 2019/20 fand vom 5. bis zum 11. Januar 2020 statt.

## Medaillengewinner
| Disziplin    | Gold                            | Silber                          | Bronze                                   |
| ------------ | ------------------------------- | ------------------------------- | ---------------------------------------- |
| Herreneinzel | Jason Teh Jia Heng              | Nirwanda Vega Vio               | Darrion Ng                               |
| Herreneinzel | Jason Teh Jia Heng              | Nirwanda Vega Vio               | Lee Zhi Yuan                             |
| Dameneinzel  | Jaslyn Hooi                     | Grace Chua                      | Sito Jia Rong                            |
| Dameneinzel  | Jaslyn Hooi                     | Grace Chua                      | Nur Insyirah Khan                        |
| Herrendoppel | Terry Hee Loh Kean Hean         | Andy Kwek Danny Bawa Chrisnanta | Abel Tan Wen Xing Zhuo Toh Han           |
| Herrendoppel | Terry Hee Loh Kean Hean         | Andy Kwek Danny Bawa Chrisnanta | Howin Wong Jia Hao Aaron Yong Chuan Shen |
| Damendoppel  | Jin Yujia Crystal Wong Jia Ying | Sara Koh Li Liangyun            | Amanda Chng Wee Ting Li Shuwei           |
| Damendoppel  | Jin Yujia Crystal Wong Jia Ying | Sara Koh Li Liangyun            | Alyssa Ong Chian-Ying Lai Yi Ting        |
| Mixed        | Terry Hee Crystal Wong Jia Ying | Lai Zing Neng Qiong Mok Jing    | Andy Kwek Jia Jin Yu                     |
| Mixed        | Terry Hee Crystal Wong Jia Ying | Lai Zing Neng Qiong Mok Jing    | Bimo Adi Prakoso Li Liangyun             |